# Barrage Antelope
Pour les articles homonymes, voir Antelope.
Antelope Dam ou Antelope Valley Dam  (National ID # CA00037) est un barrage du Comté de Plumas, en Californie, qui fait partie du California State Water Project .
Le barrage en terre a été construit en 1964 par le Département des ressources en eau de Californie avec une hauteur de 34 mètres et une longueur de 402 mètres à sa crête. Il contient la rivière Indian Creek pour les loisirs et la conservation de la faune, qui fait partie du plus grand projet de la rivière Upper Feather de l'État. Le barrage appartient et est exploité par le Département. L'ensemble du site est entouré par la forêt nationale de Plumas.
Le réservoir qu'il crée, appelé Antelope Lake  ou Antelope Reservoir, a une surface d'eau de 377 hectares, un rivage boisé d'environ 24 kilomètres, une capacité maximale de 58 548 000 m3, et une capacité normale de 27 835 000 m3.
Les principaux affluents sont les ruisseaux Indian, Boulder, Lone Rock, Antelope et Little Antelope.
L'exutoire est Indian Creek (en), un affluent de l East Branch North Fork Feather River (en) .
L'Antelope Complex disparut dans les incendies Moonlight Fire (en) et Walker Fire (en).
Les loisirs comprennent la pêche (à la truite arc-en-ciel et l'omble de fontaine, l'achigan à petite bouche, l'achigan à grande bouche et le poisson-chat de rivière), le camping dans les 194 emplacements de camping de l'aire de loisirs du lac Antelope, la navigation de plaisance, la natation, la chasse et la randonnée.